# Anne-Marie Duff
Anne-Marie Duff, född 8 oktober 1970 i Southall, London, är en brittisk skådespelare. 
Hon är utbildad vid The Drama Centre i London och har skådespelat i såväl film som tv och teater. Duff har blivit flerfaldigt BAFTA-nominerad, bland annat för din roll som John Lennons mor i Nowhere Boy (2009) och som Fiona Gallagher i tv-serien Shameless (2004-2005).
Duff var mellan 2006 och 2016 gift med skådespelaren James McAvoy. Tillsammans har de en son född 2010.

## Filmografi i urval
- 1999 – Aristokrater (TV-serie)
- 2001 – Enigma
- 2002 – Magdalenasystrarna
- 2004 – Shameless (TV-serie)
- 2006 – Notes on a Scandal
- 2009 – The Last Station
- 2009 – Nowhere Boy
- 2012 – Parade's End (TV-serie)
- 2013 – Closed Circuit
- 2014 – Before I Go to Sleep
- 2015 – Suffragette
- 2022 – Suspect (TV-serie)
- 2022 – Bad Sisters (TV-serie)